# آفونسوی سوم
آفونسو سوم (به پرتغالی: Afonso III de Portugal) پادشاه پرتغال (۱۲۴۸ – ۱۲۷۹) از دودمان بورگوندی بود. وی دومین پسر آفونسو دوم بود که بعد از مرگ برادرش سانچو دوم به سلطنت رسید.